# Cygnus (espaçonave)
A Cygnus é uma espaçonave de suprimentos não tripulada desenvolvida pela Orbital ATK como parte do programa Commercial Orbital Transportation Services (COTS) da NASA.

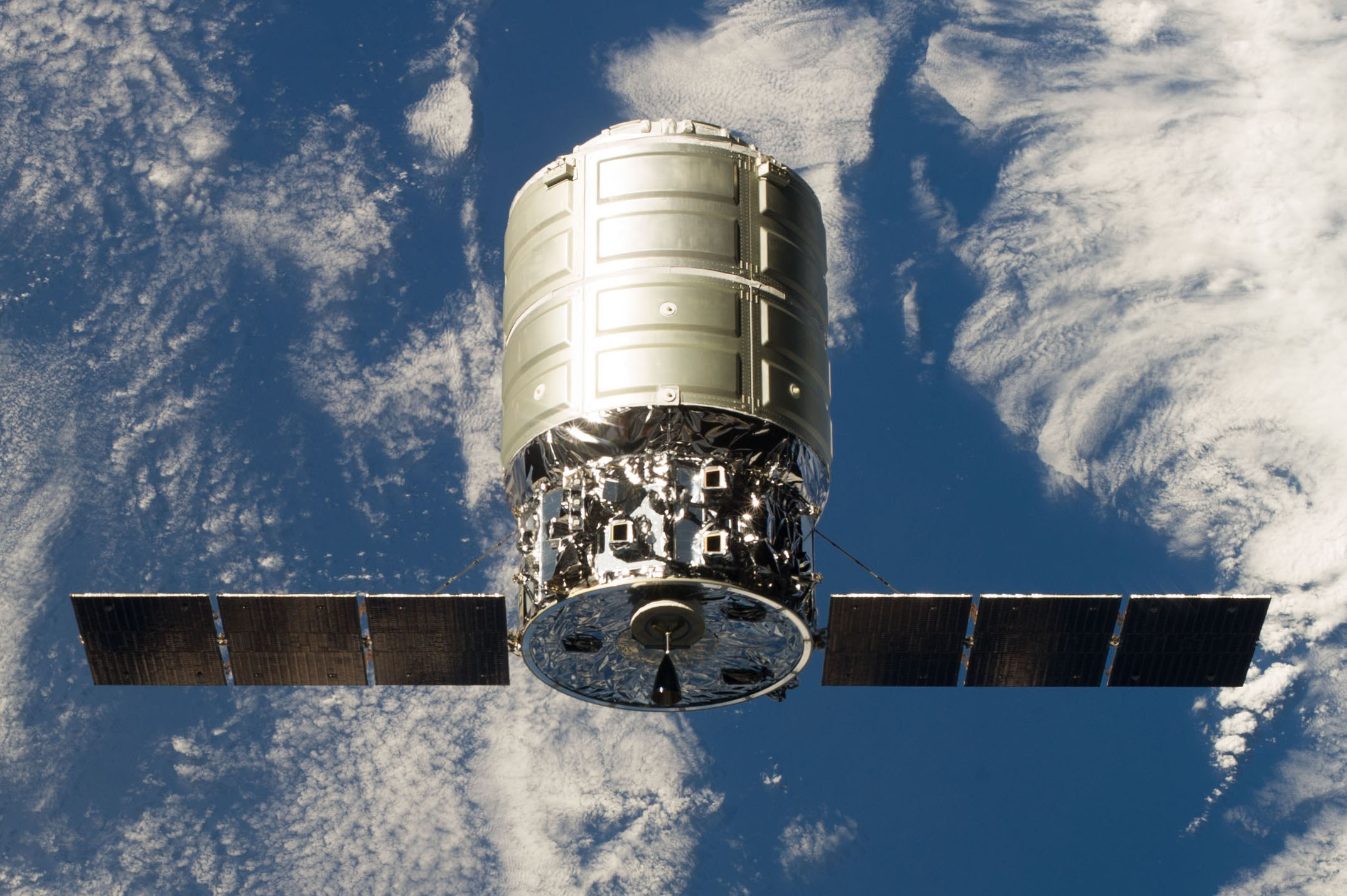
Variante padrão de Cygnus vista se aproximando da Estação Espacial Internacional.

## Desenvolvimento
Foi desenhada para transportar suprimentos à Estação Espacial Internacional (ISS) após o fim do programa de ônibus espacial dos EUA em 2011. Desde agosto de 2000, as missões de suprimentos não tripuladas à ISS foram realizadas regularmente com naves russas Progress, assim como por quatro voos do Veículo de Transferência Automatizado europeu, voos do Veículo de Transferência H-II japonês e voos da cápsula Dragon da SpaceX. Com as cápsulas Cygnus, a NASA busca aumentar a sua colaboração com a aviação comercial interna e a industria aeronáutica.

## Missões

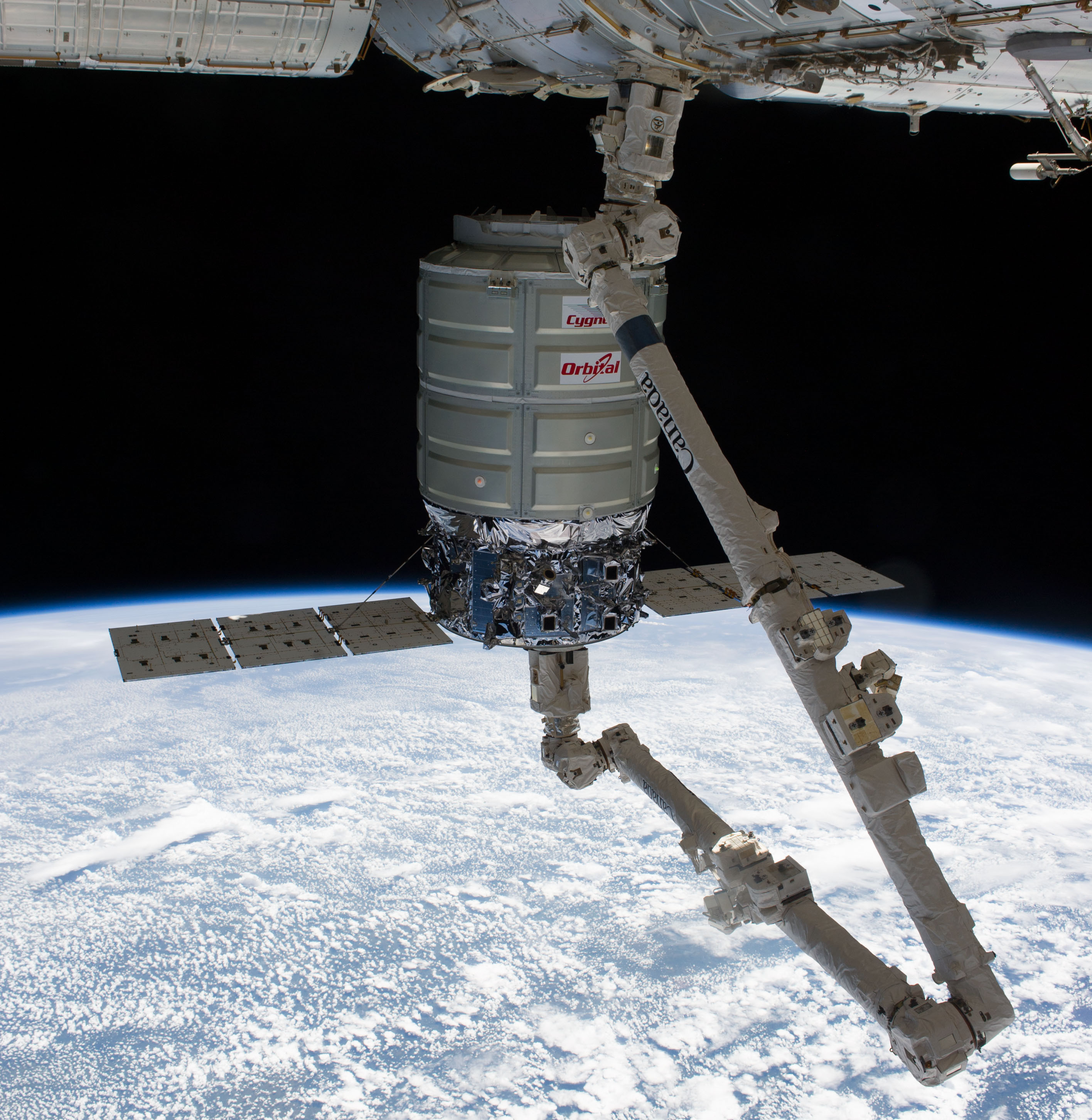
Cygnus sendo acoplada ao módulo Harmony

Estava previsto para ser realizado o primeiro lançamento em dezembro de 2010, a bordo de um foguete Antares (anteriormente chamado de Taurus II). Depois de adiada, em fevereiro de 2013, foi anunciado que a primeira missão de uma cápsula Cygnus não seria possível até junho do mesmo ano. Após um novo atraso, a nave foi lançada para a ISS em setembro de 2013, seguida de uma nova cápsula lançada em janeiro de 2014. O lançamento mais recente de uma nave Cygnus com destino à Estação Espacial Internacional ocorreu com sucesso no dia 13 de julho de 2014.
A lista a seguir inclui todas as missões que já foram realizadas e missões que estão atualmente planejadas para ser lançadas a partir do Mid-Atlantic Regional Spaceport Launch Pad 0A.
O PCM de cada missão, até agora, recebeu um nome de um astronauta da NASA já falecido.
| #  | Missão        | Carga                                                   | Variante   | Data de Lançamento (UTC)     | Foguete      | Resultado           | Notas | Ref.                       |
| A  | Antares A-ONE | Cygnus Mass Simulator (CMS)                             | Padrão     | 21 de abril de 2013          | Antares 110  | Sucesso             | Demonstração de Tecnológia |                            |
| D  | Cygnus Orb-D1 | G. David Low Cygnus 1 Orbital Sciences COTS Demo Flight | Padrão     | 14:58 18 de setembro de 2013 | Antares 110  | Sucesso             | Primeira missão Cygnus. Foi a primeira missão do veículo a se encontrar com ISS, a primeira missão a atracar com a ISS. O encontro entre o novo cargueiro Cygnus e a Estação Espacial Internacional foi adiado devido a um problema no computador de ligação de dados, mas o problema foi resolvido e o acoplamento com a estação espacial foi realizado logo a seguir. | [ 14 ] [ 15 ] [ 4 ]        |
| 1  | CRS Orb-1     | C. Gordon Fullerton Orbital-1                           | Padrão     | 18:07 9 de janeiro de 2014   | Antares 120  | Sucesso             | Primeira missão de serviço de reabastecimento comercial da Cygnus. Primeiro foguete Antares lançado usando o estágio Castor 30B. | [ 16 ] [ 15 ] [ 4 ] [ 17 ] |
| 2  | CRS Orb-2     | Janice E. Voss Orbital Sciences CRS Flight 2            | Padrão     | 16:52 de 13 de julho de 2014 | Antares 120  | Sucesso             | Segunda missão de serviço comercial de reabastecimento da Cygnus. | [ 18 ] [ 19 ]              |
| 3  | CRS Orb-3     | S.S. Deke Slayton Orbital Sciences CRS Flight 3         | Padrão     | 22:22 28 de outubro de 2014  | Antares 130  | Falha no lançamento | Primeiro Antares lançado usando um estágio Castor 30XL. A primeira tentativa de lançamento foi adiada devido a um barco na zona de segurança de lançamento. Durante a segunda tentativa de decolagem o veículo lançador sofreu uma anomalia catastrófica, resultando em uma explosão logo após o lançamento. O conteúdo da carga incluía: suprimentos para a tripulação da Estação Espacial Internacional, peças, experiências e o primeiro satélite de teste Arkyd-3 da Planetary Resources. | [ 16 ] [ 4 ]               |
| 4  | CRS OA-4      | S.S. Deke Slayton II Orbital ATK CRS Flight 4           | Aprimorada | 21:44 6 de dezembro de 2015  | Atlas V 401  | Sucesso             | Primeira missão da nave Cygnus aprimorada, acoplou na EEI após 3 dias de voo. | [ 16 ] [ 23 ]              |
| 5  | CRS OA-6      | S.S. Rick Husband Orbital ATK CRS Flight 6              | Aprimorada | 03:05 23 de março de 2016    | Atlas V 401  | Sucesso             | Segunda missão a ser lançada em um Atlas V. A Orbital ATK tem uma opção com a United Launch Alliance para realizar um terceiro lançamento da Cygnus em um foguete Atlas V, se necessário. | [ 16 ] [ 23 ]              |
| 6  | CRS OA-5      | S.S. Alan Poindexter Orbital ATK CRS Flight 7           | Aprimorada | 17 de outubro de 2016        | Antares 230  | Sucesso             | |                            |
| 7  | CRS OA-7      | S.S. John Glenn Orbital ATK CRS Flight 8                | Aprimorada | 18 de abril de 2017          | Atlas V 401  | Sucesso             | |                            |
| 8  | CRS OA-8E     | S.S. Gene Cernan Orbital ATK CRS Flight 9               | Aprimorada | 12 de novembro de 2017       | Antares 230  | Sucesso             | | [ 16 ] [ 23 ]              |
| 9  | CRS OA-9E     | S.S. J.R. Thompson Orbital ATK CRS Flight 10            | Aprimorada | 21 de maio de 2018           | Antares 230  | Sucesso             | | [ 24 ]                     |
| 10 | CRS OA-10E    | S.S. John Young Orbital ATK CRS Flight 11               | Aprimorada | 17 de novembro de 2018       | Antares 230  | Sucesso             | |                            |
| 11 | CRS OA-11     | S.S. Roger Chaffee Orbital ATK CRS Flight 12            | Aprimorada | 17 de abril de 2019          | Antares 230  | Sucesso             | | [ 24 ]                     |
| 12 | CRS OA-12     | S.S. Alan Bean Orbital ATK CRS Flight 13                | Aprimorada | 2 de novembro de 2019        | Antares 230+ | Sucesso             | |                            |
| 13 | CRS OA-13     | S.S. Robert H. Lawrence Orbital ATK CRS Flight 14       | Aprimorada | 15 de fevereiro de 2020      | Antares 230+ | Sucesso             | |                            |
| 14 | CRS OA-14     | S.S. Kalpana Chawla Orbital ATK CRS Flight 15           | Aprimorada | 3 de outubro de 2020         | Antares 230+ | Sucesso             | |                            |
| 15 | CRS OA-15     |                                                         |            | fevereiro de 2021            |              | Planejada           | |                            |
| 16 | CRS OA-16     |                                                         |            | julho de 2021                |              | Planejada           | |                            |
| 17 | CRS OA-17     |                                                         |            | fevereiro de 2022            |              | Planejada           | |                            |